# حملة فرعون
حملة فرعون هو فيلم تشويق وإثارة مصري من إنتاج سنة 2019. الفيلم من إخراج رؤوف عبد العزيز وإنتاج محمد السبكي. الفيلم مقتبس من الفيلم الياباني الساموراي السبعة.

## نبذة
تدور أحداث الفيلم في إطار تشويقي مثير حول الشاب يحيى الشهير بفرعون والذي يدير أكبر شبكة اغتيالات منظمة في مصر، ويضطر إلى التوجه إلى سوريا لتحرير أبنه المخطوف.

## طاقم التمثيل
- عمرو سعد: يحيى فرعون
- روبي: دهب
- محمود عبد المغني: راضي العفريت
- محمد لطفي: صلاح الأرجنتيني
- حمدي الميرغني: حتاتة
- رامز أمير: يونس نطاط الحيط
- سوزان نجم الدين: جليلة
- قمر: راما
- أحمد التهامي: ضيف شرف
- مايا طلام: رغدة
- إيلي شالوحي: فهد
- مايك تايسون: ريك[6]
- هافنور يوليوس بيورنسون: فرانك
- كرم جابر
- ممدوح السبيعي
- أحمد فهمي: (ضيف شرف)
- حورية فرغلي: (ضيف شرف)
- بيومي فؤاد: (ضيف شرف)
- أحمد ثابت: (ضيف شرف)

## طاقم العمل
- إخراج: رؤوف عبد العزيز
- قصة: بيتر ميمي
- سيناريو وحوار: كريم حسن بشير، محمد القوشطي
- مدير التصوير: أحمد زيتون
- مونتاج: باهر رشيد
- موسيقى تصويرية: خالد داغر
- إنتاج: السبكي فور سينما برودكشن (محمد السبكي)
- توزيع: شركة أوسكار للتوزيع ودور العرض